# Alisoltanly
Alisoltanly är en ort i Azerbajdzjan.   Den ligger i distriktet Saatlı Rayonu, i den centrala delen av landet, 140 kilometer väster om huvudstaden Baku. Antalet invånare är 1 501.
Terrängen runt Alisoltanly är mycket platt. Runt Alisoltanly är det ganska tätbefolkat, med 72 invånare per kvadratkilometer.. Närmaste större samhälle är Saatlı, 5,2 kilometer nordost om Alisoltanly.
Trakten runt Alisoltanly består till största delen av jordbruksmark.